# Egon Arno Bräunlich
Egon Arno Bräunlich (* 20. Mai 1919 in München; † November 2001 in Tiengen) war ein deutscher Apotheker, Maler und Künstler.

## Leben
Egon Arno Bräunlich war der Sohn einer Wiener Malerin, er studierte bildende Kunst in München bei Julius Hüther und F. Kattum, in Karlsruhe bei Anton Kling. Dazwischen Kriegsdienst und Gefangenschaft. Danach Studium der Pharmazie in Freiburg. Es folgten Studienaufenthalte in fünf Kontinenten und zahlreiche Einzel- und Gruppenausstellungen in Europa und den USA sowie Publikationen und Diplome. Arbeiten von ihm befinden sich in Museen und in staatlichen wie auch in privaten Sammlungen. 184 Bilder wurden noch zu Lebzeiten des Künstlers in das klimatisierte Archiv des Landkreises Waldshut in Albbruck eingelagert.
Bräunlich führte zusammen mit seiner Ehefrau Trudel Bräunlich (geb. Bieser) eine Apotheke in Waldshut-Tiengen. Diese hatte seine Ehefrau von ihrem Vater geerbt, der darauf bestanden hatte, dass sein zukünftiger Schwiegersohn neben der Kunst einen „richtigen“ Beruf erlernte, bevor er seine Tochter heiraten durfte.

## Bräunlich-Bieser-Stiftung
1984 verkauften die beiden kinderlosen Ehepartner aus Altersgründen die Apotheke und gründeten auf Rat ihres Steuerberaters die Bräunlich-Bieser-Stiftung. Deren Ziel ist es, junge Künstler aus allen Sparten während der Ausbildung und danach zu fördern. Zudem verleiht die Stiftung ungefähr alle drei Jahre einen Kunstpreis, der mit 10.000 Euro dotiert ist. Zu dessen bisherigen Preisträgern gehören:
- 1989: Ulrich Christoph Eipper (1929–1996)[4]
- 1992: Dirk Haupt (* 1965)[5]
- 1996: Ekkehard Altenburger (* 1966)[6]
- 2000: Jo Niemeyer (* 1946)[7]
- 2003: Josef Briechle (* 1939)[8][7]
- 2005: Werner Dietz (1927–2012)[9][10]
- 2008: Stefan Bergmann (* 1946)[11]
- 2011: Gillian White (* 1939)[12]
- 2014: Kolibri (* 1951)
- 2017: Mechthild Ehmann (* 1963)[13]
- 2020: Inge Regnat-Ulner (* 1937) und Alfred Regnat (* 1942)[14]
- 2023: Josef Bücheler (* 1936)[15]

## Werke (Ölgemälde, Auswahl)
- 1967, Indianermarkt in Pisac (Peru)
- 1969, Markt auf Bali I
- 1969, Markt auf Bali II
- 1974, Spätsommer (Hogschür)